# Nokia 230
Nokia 230和Nokia 230 雙SIM卡手機為微軟行動於2015年11月25日發布的一款主打自拍的功能型手機，配備200萬像素的前置相機和同樣像素的閃光燈輔助後置相機。

## 設計
Nokia 230的機身設計上并未延續以往的塑料一體式機身，而是采用鋁製三段式機身。揚聲器位于後置相機下方。添加位于後背下方的機關以方便打開后殼。